# Mancomunidad Linares de Riofrío y su entorno
La mancomunidad de Linares de Riofrío y su entorno es una agrupación administrativa de municipios en la provincia de Salamanca, Castilla y León, España.

## Municipios
- Frades de la Sierra (Anejo: Navarredonda de Salvatierra)
- Herguijuela del Campo (Anejos: Alberguería de Herguijuela y Santo Domingo de Herguijuela)
- Linares de Riofrío
- Membribe de la Sierra (Anejos: Coquilla, Garriel, Navagallega y Segovia del Doctor)
- La Sierpe